# 鞘糖脂
鞘糖脂又稱醣神經鞘脂，是一组糖基或糖链通过糖苷键和神经酰胺连接而形成的糖脂，包括脑苷脂、神经节苷脂和寡糖基神经酰胺等。鞘糖脂可作为生物膜脂双层的组分，参与膜蛋白质的功能调节、细胞间的识别和信号转导等过程。
鞘糖脂的结构由非脂的糖基部分与神经鞘氨醇相连构成，与鞘磷脂通称鞘脂。又分为中性鞘糖脂和酸性鞘糖脂，前者糖基不含唾液酸，后者则因含硫酸化糖基或唾液酸而显酸性。
鞘糖脂参与细胞间通信并可作为ABO血型的抗原决定簇。也有用作病毒和细菌毒素的受体。